# Kordun
Kordun är en region i centrala Kroatien. År 1931 hade regionen ca 100 000 invånare och före det kroatiska självständighetskriget på 1990-talet var 40% av invånarna serber. År 2001 hade Kordun endast 25 000 invånare och de flesta serber hade flytt (se Operation Storm). Största staden i området är Slunj. Övriga orter är Cetingrad, Gvozd, Krnjak, Rakovica och Vojnić.

## Geografi
Kordun ligger sydväst om Zagreb och regionens yttersta utbredning följer naturliga gränser som utgörs av floder, berg och skogar. I norr når Kordun sin yttersta punkt utmed floden Kupa som genomflyter Karlovac. I väster, mot Gorski kotar, utgörs gränsen av bergskedjan Risnjak. I söder, vid gränsen till regionen Lika, följer Korduns yttersta punkt floden Korana, och i öster förbundsrepubliken Bosnien och Hercegovina. Kordun utgörs i norr av Kupas flacka flodslätter runt Karlovac som mot söder och väster övergår i höga eller medelhöga kullar med ett allt större inslag av sten i marken. Vid gränsen till regionerna Gorski kotar och Lika i väster respektive söder övergår kullarna alltmer i berg som gradvis blir allt högre och stenigare. Sluttningarna är klädda i bok-hasselskogar.

## Sevärdheter
En av Korduns främsta sevärdheter är den gamla byn Rastoke, invid staden Slunj, omkring 50 km söder om Karlovac. Byn grundades på Napoleon I:s tid under 1700-talet. Den grundades av de tjänstgörande soldaternas fruar som blev tvungna att slå sig ned någonstans medan männen låg ute i fält och sakta men säkert växte en by fram. Husen var små och byggdes runt floden Slunjčica som flyter genom området. Inbyggarna utnyttjade forsarna för att anlägga vattenkvarnar till husen. Med dessa kunde de sedan mala vete till mjöl för att få bröd till hemmet. När Napoleonkriget tog slut bosatte sig även soldaterna i byn och sedan dess har byn kvarstått. Under det kroatiska självständighetskriget i början på 1990-talet förstördes byn nästan helt av serbiska trupper. Efter kriget har byn snabbt och effektivt återuppbyggts igen och idag är Rastoke ett populärt turistmål bland såväl kroater som utländska turister. Sommartid erbjuds turister bland annat rundvandringar genom byns privata delar.